# Né pour tuer (film, 1967)
Pour les articles homonymes, voir Né pour tuer.
Pour plus de détails, voir Fiche technique et Distribution.
Né pour tuer (Nato per uccidere) est un western spaghetti italien sorti en 1967, réalisé par Antonio Mollica, qui débute ainsi comme réalisateur, sous le pseudonyme de Tony Mulligan.

## Synopsis
En une petite ville pacifique, Tyson et Dudgett, deux bandits en conflit entre eux, terrorisent les habitants. Arrive un pistolero, Roose, qui va les défier et devient le nouveau shérif.

## Fiche technique
- Titre français : Né pour tuer
- Titre original italien : Nato per uccidere
- Langue : italien
- Pays de production :  Italie
- Dates de sortie :
  - Italie : 15 juin 1967
  - France : 18 janvier 1973
- Durée : 88 minutes
- Format d'image : 2.35:1
- Genre : western spaghetti
- Réalisateur : Antonio Mollica (sous le pseudo de Tony Mulligan)
- Scénario : Tony Mulligan
- Production : Antonio Mollica pour I.M.E. International Movies Enterprises
- Distribution en Italie : I.M.E. International Movies Enterprises
- Photographie : Oberdan Troiani
- Montage : Enzo Alabiso
- Musique : Felice Di Stefano
- Costumes : Gloria Cardi

## Distribution
- Gordon Mitchell : Roose
- Femi Benussi : Flory Waltamore
- Aldo Berti : Dudgett
- Tom Felleghy : Tyson
- Giovanna Lenzi : prostituée
- Angela Portaluri : fille au saloon
- Alfredo Rizzo : joueur malhonnête